# Only the Lonely (Know the Way I Feel)
Only the Lonely (Know the Way I Feel) ist der Titel eines Musikstücks und ersten Millionensellers von Roy Orbison aus dem Jahre 1960.

## Entstehungsgeschichte
Weder dem Musikproduzenten Sam Phillips bei Sun Records (bis September 1958) noch Chet Atkins bei Monument Records (bis April 1959) war es gelungen, die gesanglichen Stärken von Roy Orbison marktfähig zum Ausdruck zu bringen. Er sang erfolglos bei vier Plattenlabels und wechselte ebenso oft auch seine musikalischen Begleiter. Erst als Fred Foster, Inhaber des Plattenlabels Monument Records, die Produzentenrolle selbst übernahm, sollte sich dies ändern.
Bereits in der dritten Aufnahmesession unter Fosters Regie als Musikproduzent am 26. März 1960 in den RCA Victor Studios von Nashville war der richtige Sound gefunden. In der Besetzung Grady Martin / Hank Bradley (Gitarre), Bob Moore (Bass), Floyd Cramer (Piano), Boots Randolph (Saxophon) und Buddy Harman (Schlagzeug) entstand Only the Lonely. Die Besetzung gehörte zum Kern des Nashville A-Teams. Hinzu kamen noch eine Geigensektion und als Hintergrundchor die Anita Kerr Singers; Toningenieur war Bill Porter.
Only the Lonely war eine Zusammenarbeit zwischen Orbison (Musik) und Joe Melson (Text) als Autoren-Team. Ein cleverer Reim innerhalb des Musiktitels macht den Hörer neugierig. Da es den Titel bereits als Komposition von Sammy Cahn / Jimmy Van Heusen seit 1958 gab (erstmals auf der gleichnamigen Frank-Sinatra-LP im September 1958 veröffentlicht), wurde Orbisons Version zur Unterscheidung mit dem Untertitel (Know the Way I Feel) versehen. Elvis Presley und die Everly Brothers lehnten den Song ab, insbesondere weil er mehr als zwei Oktaven im Gesang in der letzten Strophe erforderte. Orbison schwankte als Komponist zwischen Beatmusik wie später bei Oh, Pretty Woman und Balladen, die inhaltlich zwischen Trennung und Sehnsucht schwankten; er bevorzugte letztlich die Balladenform.
Das Musikstück erforderte eine Stimme zwischen B-Moll 3 bis C 5, letzteres im Falsett; das sind etwas mehr als 2 Oktaven innerhalb eines Bereichs von 17 Noten. Das Lied bringt Orbisons Tenor und seine Falsett-Fähigkeiten voll zur Geltung. Es war Melsons Idee, die Falsett-Stimme am Ende des achttaktigen Crescendos einzusetzen. Das Lied führte die eigentliche Baritonstimme Orbisons an die Grenzen seiner stimmlichen Fähigkeiten. Der Chor antwortet im Call-and-Response-Stil auf die Erzählungen von Orbison mit echoartiger Wiederholung der Eingangsphrase, die metrische Verlängerung wird durch den Chor diktiert. Der banale Text handelt von der schmerzlichen Einsamkeit durch eine verflossene Liebe und der Chance auf eine neue Romanze.
Toningenieur Bill Porter wandte im kleinen „RCA-Studio B“ eine ungewöhnliche Aufnahmetechnik an. Er drehte die Eingänge der Mikrofone für die Instrumente weit auf und bat die Studiomusiker, leise zu spielen. Umgekehrt sollten Orbison und Chor so laut wie möglich in Mikrofone mit niedrigem Aufnahmepegel singen. Außerdem wurde die aufnahmetechnisch dünne Stimme Orbisons mit Slapback-Echo auf dem Dreispurtonbandgerät versehen, was im Schlussakkord ohne jegliche Hintergrundgeräusche mühelos herausgehört werden kann.

## Veröffentlichung und Erfolg
Only the Lonely (Know the Way I Feel) / Here Comes That Song Again (Monument Records 421) wurde im April 1960 veröffentlicht und verkaufte weltweit knapp 3 Millionen Exemplare. Am 31. Juli 1960 erreichte die Single Rang 2 der US-Pop-Hitparade, wo sie den auf Rang eins stehenden Hit I’m Sorry von Brenda Lee nicht verdrängen konnte und deshalb für lediglich eine Woche am zweiten Rang verblieb. Dafür wurde sie Nummer-eins-Hit in Großbritannien. Im Sog des Erfolges gab Orbison sein nationales TV-Debüt in American Bandstand am 23. Juli 1960. Der Hit erschien auch auf seinem ersten Album Lonely and Blue (Dezember 1960). Die balladenhaften Nachfolgehits waren in ihren stimmlichen Anforderungen und ihrer Dramaturgie ähnlich aufgebaut und sicherten somit den Wiedererkennungswert. Der Song kam 1999 in die Grammy Hall of Fame. Das Musikmagazin Rolling Stone führt ihn seit 2004 in der Liste der 500 Greatest Songs of all Time an Rang 232. Der Song erhielt einen BMI-Award.

### Chartplatzierungen
| ChartsChartplatzierungen       | Höchstplatzierung | Wochen |
| ------------------------------ | ----------------- | ------ |
| Vereinigte Staaten (Billboard) | 2 (21 Wo.)        | 21     |
| Vereinigtes Königreich (OCC)   | 1 (24 Wo.)        | 24     |

| ChartsJahrescharts (1960)      | Platzierung |
| ------------------------------ | ----------- |
| Vereinigte Staaten (Billboard) | 20          |

### Auszeichnungen für Musikverkäufe
| Land/Region                  | Auszeichnungen für Musikverkäufe (Land/Region, Auszeichnung, Verkäufe) | Verkäufe |
| ---------------------------- | ---------------------------------------------------------------------- | -------- |
| Vereinigtes Königreich (BPI) | Silber                                                                 | 200.000  |
| Insgesamt                    | 1× Silber ·                                                            | 200.000  |

## Coverversionen
Wegen der komplizierten Stimmanforderungen gibt es nur wenige Coverversionen. Von den mindestens 28 Fassungen sind zu erwähnen die deutsche Fassung von Bobby Franco Noch bist Du einsam (deutscher Text: R. Retter; Mai 1961), Kitty Wells (aufgenommen am 27. Januar 1966), Glen Campbell (12. September 1966), Sonny James (21. November 1968), Jack Greene (6. Januar 1969). Howard Carpendale sang mit Einsam – Gemeinsam einen Fred-Jay-Text (LP …und ich warte auf ein Zeichen; 1975), die Stars on 45 berücksichtigten ihn in ihrem charakteristischen Medley (Mai 1981). Larry Branson sang den Song für den Film-Soundtrack Only the Lonely: The Roy Orbison Story (August 1995), weitere Versionen stammten von Chris Isaak (Oktober 1996) und Showaddywaddy (Mai 2002).